# Stålhammar
Stålhammar är ett svenskt efternamn. Det finns åtminstone två äldre släkter med detta namn: Den adliga ätten Stålhammar från Småland, samt smedssläkten Stålhammar som kan spåras till 1600-talets Värmland och Hälsingland. På 1800-talet tillkom även skånska släkter med namnet.

## Alfabetisk lista över kända personer med namnet Stålhammar
- Bert Stålhammar (född 1935), skolman och politiker
- Daniel Stålhammar, flera:
  - Daniel Stålhammar (praktiserande läkare) (1901–1978), läkare och tandläkare
  - Daniel Stålhammar (neurokirurg) (1940–2012), läkare och docent
  - Daniel Stålhammar (fotbollsdomare) (född 1974), fotbollsdomare
- Emma Stålhammar (född 1985), fotbollsspelare
- Gustav Stålhammar (född 1983), läkare och författare
- Harald Stålhammar (1891–1955), bankdirektör
- Jon Stålhammar (1659–1708), överstelöjtnant
- Jon Stålhammar (politiker) (1811–1907)
- Per Stålhammar (1612–1701), överste
- Pernilla Stålhammar (född 1971), politiker
- Ulrika Eleonora Stålhammar (1683–1733), artillerist och taffeltäckare under namnet Vilhelm Edstedt

## Stålhammar från Småland – en adlig ätt
Stålhammar är en småländsk adelsätt, vars förste medlem överste Per Stålhammar (tidigare Per Jonsson Hammar) (född på 1610-talet, död 8 januari 1701) adlades 30 augusti 1650. Ätten fick nummer 476 (senare ändrat till 496).

### Stamtavla i urval (kända medlemmar)
- Per Stålhammar (1612–1701), överste
  - Johan Stålhammar (1653–1711), överstelöjtnant
    - Ulrika Eleonora Stålhammar (1683–1733), artillerist och taffeltäckare under namnet Vilhelm Edstedt

  - Carl Stålhammar (1655–1702), ryttmästare
    - Casper Adolf Stålhammar (1695–1771), kapten
      - Anders Stålhammar (1728–1803, ryttmästare
        - Anders Stålhammar (1769–1841), löjtnant
          - Adolf Stålhammar (1824–1907), överstelöjtnant
            - Gustav Adolf Stålhammar (1869–1938), missionär
              - Daniel Stålhammar (1901–1978), läkare och tandläkare[1]
                - Jan Stålhammar (1930 - 2011), flygkapten
                - Per Stålhammar (född 1962)
                - Simon Stålhammar (född 1998)
                - Daniel Stålhammar (1940–2012), läkare (neurokirurg) och docent

      - Fredrik Stålhammar (1737–1817), livdrabant
        - Henrik Stålhammar (1789–1866), kaptenlöjtnant
          - Hjalte Stålhammar (1835–1912), major
            - Harry Stålhammar (1878–1953), veterinär[2]

  - Jon Stålhammar (1659–1708), överstelöjtnant
    - Otto Fredrik Stålhammar (1695–1753), kapten
      - Jon Stålhammar (1723–1782), överstelöjtnant
        - Jon Stålhammar (1769–1838), överste
          - Jon Stålhammar (1811–1907), politiker

## Stålhammar från Värmland
Denna släkt kan spåras till Mästersmeden Johan Jonsson Stålhammar och hans maka Kristina Larsdotter Bock som gifte sig i Lungsunds kyrka år 1762. Deras ättlingar återfinns bland annat på bruk, smedjor och vapenmanufakturer i Värmland, Närke, Dalarna, Västmanland och Småland under 1700 och 1800-talen.

### Stamtavla i urval
- Johan (Jan) Jonsson Stålhammar (ca 1730-1794), Mästersmed
  - Sven Jonas Stålhammar (1766-), Mästersmed
    - Sven Stålhammar (1819-), smed
      - Jan Hindrik Stålhammar (1847-1903), Folkskollärare
        - Henrik Einar Stålhammar (1893-), Handlare
          - Gösta Henrik Stålhammar (1925-2005), Flygvapenpilot
            - Henrik Gösta Stålhammar (född 1951), Lärare
              - Gustav Stålhammar (född 1983), Läkare och författare

  - Lars Stålhammar (1764-1843), Mästersmed
    - Sven Larsson Stålhammar (1796-1876)
      - Jan Svensson Stålhammar (1828–1907)
        - Erik Johan Stålhammar (1862–1939)
          - Gustaf Albert Stålhammar (1889–1949
            - John Stålhammar (1919–2010
              - Jan Stålhammar (född 1949), läkare, docent i Uppsala
                - Karin Birgitta Stålhammar Källgren (1922–2008)
                  - Barbro Källgren (född 1947), gift Johansson
                    - Pernilla Stålhammar (född 1971), politiker

  - Brita Stina Stålhammar (1773-)
  - Jonas Jansson Stålhammar (1770-1825)
    - Sven Jonasson Stålhammar (1819-1882)
      - Lars Johan Stålhammar (1859-1932)
        - Harald Stålhammar (1891–1955), bankdirektör

  - Gilius Stålhammar (1775-1780)
  - Kerstin Stålhammar (1778)
  - Maria Stålhammar (1780-1797)
  - Per Stålhammar (1784-)

## Stålhammar från Hälsingland
Denna släkt kan spåras till Mästersmeden Jonas Stålhammar och hans maka Cherstin Stålhammar. Deras ättlingar återfinns på faktoriet i Söderhamn under 1700 och 1800-talen.

### Stamtavla i urval
- Jonas Stålhammar (ca 1650-1705)
  - Elisabet Jonsdotter Stålhammar (1695-)
  - Clas Jonsson Stålhammar (1698-)
    - Olof Stålhammar (1746-)
    - Christina Stålhammar (1749-)

  - Olof Stålhammar (ca 1700-)
  - Jonas Jonsson Stålhammar (1706-)
    - Nils Stålhammar (1738-)
    - Jonas Stålhammar (1743-1746)
    - Anna Stålhammar (1748-)

## Stålhammar från Skåne I

### Stamtavla i urval
- Håkan Stålhammar (1823–1908), smed
  - Anders Stålhammar (1848–1925), smed
    - Ernst Stålhammar (1876–1946)
      - Gottfrid Stålhammar (1902–1985)
        - Gösta Stålhammar (1927–2010)
          - Kent Gustav Stålhammar (född 1950)
            - Daniel Stålhammar (född 1974), fotbollsdomare

      - Ester Stålhammar (1904–1994), gift Svensson
        - Curt-Åke Stålhammar (1928–2010)
          - Douglas Stålhammar (född 1959)
            - Emma Stålhammar (född 1985), fotbollsspelare

## Stålhammar från Skåne II

### Stamtavla i urval
- Anders Andersson (1849–1919)
  - Axel Andersson Stålhammar (1874–1913)
    - Emil Stålhammar (1901–1986), predikant
      - Bert Stålhammar (född 1935), skolman och politiker